# Site web
« Site internet » redirige ici. Pour les autres significations, voir Internet et Internet Exchange Point.
Un site web, site Web, ou simplement site, est un ensemble de pages web et de ressources reliées par des hyperliens, défini et accessible par une adresse web. Un site est développé à l'aide de langages de programmation web, puis hébergé sur un serveur web accessible via le réseau mondial Internet, un intranet local, ou n'importe quel autre réseau, tel que le réseau Tor.
L'ensemble des sites web publics constituent le World Wide Web.
En 30 ans environ (de 1992 à 2023), le nombre de sites Web en ligne est passé de 10 à plus de 1,88 milliard, répertoriés par les moteurs de recherche selon Netcraft et l'algorithme Worldometer. Et un nombre indéterminé de sites non répertoriés existe , non indexés par les moteurs de recherches (dark web, deep web...) ; mais en 2022, 75 % étaient jugés inactifs (momentanément ou non) ou étaient des « noms de domaines parqués ». 
Les sites des GAFAM et notamment Google, YouTube et Facebook sont les plus consultés (ex. : plusieurs dizaines de milliards de visites en mai 2023, selon SimilarWeb).

## Histoire

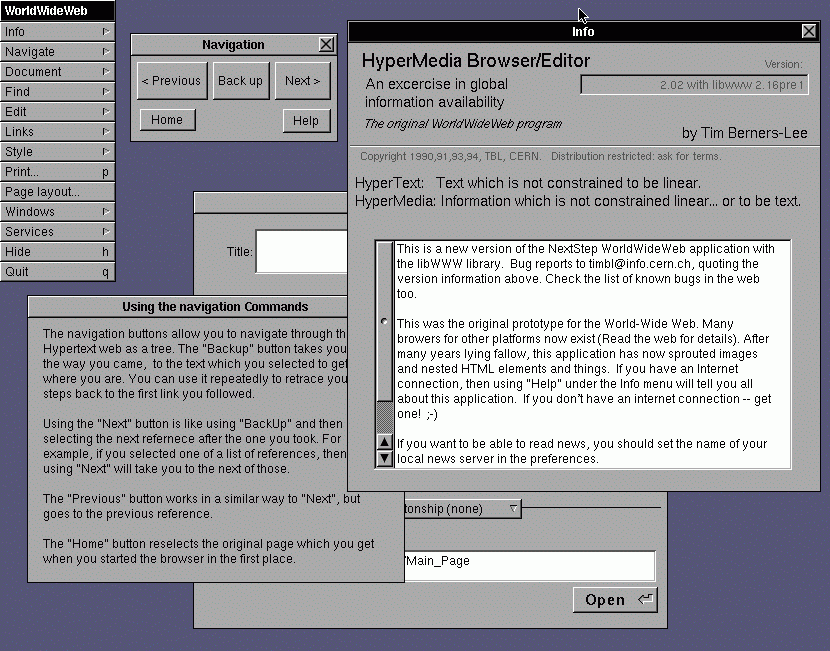
Capture d'écran du navigateur World Wide Web.

Le World Wide Web (WWW) a été créé en 1989 par l'ingénieur anglais du CERN, Tim Berners-Lee. Le web a été essentiellement conçu pour partager automatiquement des informations entre les scientifiques, universités et instituts du monde entier. info.cern.ch fut le premier site web mis en ligne, fonctionnant sur un ordinateur NeXT au CERN. Ce site est toujours accessible par Internet. Le premier site web français est créé en 1992 au CNRS. À cette période, il existe seulement vingt-six sites web.
Avant l'introduction de HTML et HTTP, d'autres protocoles tels que FTP et Gopher étaient utilisés pour obtenir des fichiers depuis un serveur. Ces protocoles offraient une organisation hiérarchique de répertoires dans lesquels l'utilisateur naviguait et choisissait les fichiers à télécharger.
En 1992, il n'y avait que 10 sites web en ligne. Environ 30 ans plus tard, le 12 juin 2023, il y en avait plus de 1,88 milliard répertoriés par les moteurs de recherche, selon Netcraft et l'algorithme Worldometer, et un nombre indéterminé non répertoriés (dark web...) ; mais 75 % étaient jugés inactifs (momentanément ou non) ou étaient des « noms de domaines parqués ». Au début des années 2020, Google, YouTube et Facebook étaient les plus consultés (ex. : plusieurs dizaines de milliards de visites en mai 2023, selon SimilarWeb).

## Définition
Un site web est un ensemble de pages web qui peuvent être consultées en suivant des hyperliens à l'intérieur du site.
L'adresse web d'un site correspond en fait à l'URL (Uniform Resource Locator) d'une page web prévue pour être la première consultée : la page d'accueil.
La consultation des pages d'un site s'appelle une « visite », car les hyperliens devraient permettre de consulter toutes les pages du site sans le quitter (sans devoir consulter une page web hors du site). Une visite peut commencer par n'importe quelle page, particulièrement lorsque son URL est donnée par un moteur de recherche. Techniquement, rien ne distingue la page d'accueil d'une autre page. Les pages web sont écrites dans un langage informatique conçu pour contenir des hyperliens, le HTML (Hypertext Markup Language).
On parle parfois de « site Internet » par métonymie, au lieu de site web. On devrait parler de site web à destination d'Internet, mais par abus de langage, l'expression site Internet reste souvent utilisée. Les sites web ne sont pas forcément accessibles par Internet. Par exemple, les intranet peuvent contenir un ou plusieurs sites web non accessibles via Internet.
Aujourd'hui, on considère que le World Wide Web (le Web) est constitué de l'ensemble des sites web en ligne sur Internet. Le protocole client-serveur HTTP (HyperText Transfer Protocol) est utilisé pour les communications entre les serveurs web hébergeant les sites web, et les logiciels client HTTP que sont les navigateurs web et robots d'indexation.

## Organisation d'un projet web
Les différentes étapes de la conduite d'un projet web peuvent être résumées ainsi :
1. lancement : étude des besoins, de la concurrence et de l'existant pour l'établissement d'un cahier des charges ;
2. conception : élaboration de la structure (arborescence), du contenu des pages web et en particulier de la page d'accueil et éventuellement un moteur de recherche, du graphisme, qui font partie du cahier des charges fonctionnel ;
3. réalisation : voir ci-dessous ;
4. production : le site est mis en ligne, devient accessible au public ciblé ;
5. exploitation : phase de maintenance et de promotion du site, avec notamment le référencement naturel (Netlinking) ou payant (Google AdWords, Microsoft AdCenter, ou autres).

L'étape de réalisation comprend :
- la réservation et gestion d'un nom de domaine (l'adresse web à laquelle le site est accessible) ;
- la mise en œuvre d'une infrastructure d'hébergement du site (serveurs web, base de données...) ;
- le développement de l'interface utilisateur (frontend), la partie visible dans le navigateur ; les différentes pages sont décrites en langages connus des navigateurs web, principalement HTML, CSS et JavaScript. Les éléments graphiques (et éventuellement des publicités servant à rémunérer le site) sont intégrés dans ces pages ;
- le développement de l'arrière plan (backend), la partie qui fonctionne côté serveur.

La création d'un site peut être confiée à une agence web, un travailleur indépendant, ou faite soi-même. Si la création est déléguée, il est important en amont d'avoir défini un premier cadrage ou cahier des charges du projet. Pour développer un site web soi-même, il est possible d'utiliser un éditeur de pages web ; pour les développeurs web avertis, un simple éditeur de texte peut suffire. On peut aussi avoir recours à un système de gestion de contenu.

## Systèmes de gestion de contenu
Les systèmes de gestion de contenu (initiales SGC, CMS en anglais) permettent de fabriquer des sites web en utilisant des modèles préétablis faits par des programmeurs ou des communautés de programmeurs (voir Liste de systèmes de gestion de contenu). Il existe de nombreux CMS comme WordPress, WiX, Jimdo, Shopify... Certains CMS nécessitent une prise en main technique plus ou moins avancée, par exemple sous WordPress il est souvent recommandé de débuter avec un prestataire, sous WIX à l'inverse la gestion est vraiment simple et permet de s'affranchir de différents prestataires. Ces logiciels sont disponibles pour les débutants et simplifient certaines étapes comme la programmation informatique ou l'architecture du site. Les procédures de demande du nom de domaine, d'hébergement du site et de référencement sont semblables aux sites personnalisés classiques.

## Sites statiques et dynamiques

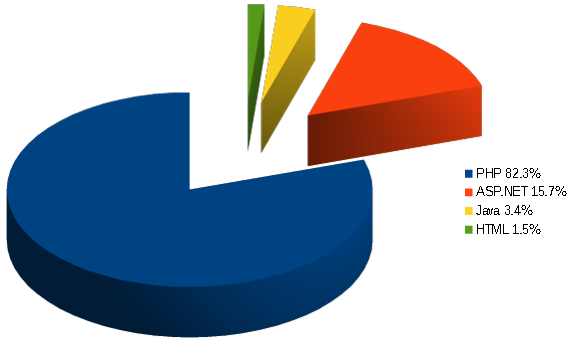
Répartition des langages de programmation côté serveur, des sites web le 28 avril 2016.

On distingue deux types de sites : les sites statiques et les sites dynamiques.

### Sites statiques
Ces sites ont le mécanisme de fonctionnement le plus simple : les URL correspondent à un fichier renvoyé par le serveur web. Le contenu des pages d'un site statique ne dépend donc pas de variables telles que la date ou de bases de données. Pour changer le contenu d'une page, il est nécessaire de changer le contenu du fichier.
En outre, les visiteurs peuvent seulement voir le contenu du site mais pas y participer.
Pour les réaliser, seuls les langages dits d'interface utilisateur (frontend) sont nécessaires, c'est-à-dire HTML, CSS et JavaScript (en théorie, il est toutefois possible d'utiliser uniquement le HTML).
- Le HTML permet d'écrire le contenu de sa page ;
- Le CSS permet de mettre en page le contenu (emplacement des éléments), et mettre en forme le texte (police d'écriture, couleur, taille). Depuis CSS3, il est également possible de créer des modifications plus évoluées (animation, ombres, etc.) ;
- JavaScript permet d'ajouter du dynamisme, mais uniquement du côté du navigateur (par exemple des animations graphiques).

### Sites dynamiques
Ces sites offrent un contenu qui peut évoluer dans le temps. Des programmes tournent du côté des serveurs, à l'arrière plan, (backend) pour générer les pages du site. Ces programmes peuvent se servir de bases de données ou autres sources de données pour composer les pages qui seront affichées dans le navigateur.
Ce dynamisme apporte des fonctionnalités que ne peuvent pas offrir les sites dits statiques. Par exemple les visiteurs peuvent y participer (commentaires sur un blog, changement du contenu des pages d'un wiki...). Ils ont donc pratiquement supplanté les sites statiques au début des années 2000.
Pour les réaliser, on a également besoin de HTML, de CSS et de JavaScript, mais les programmes qui tournent du côté serveur utilisent d'autres langages qui peuvent créer dynamiquement les pages, en analysant les requêtes des visiteurs pour ensuite fabriquer une réponse adaptée.
Il existe plusieurs langages pour créer ces pages : PHP, Java, C#, Ruby, voire d'autres comme C++, Python et Visual Basic via l'interface CGI.
Leur temps de chargement est généralement plus long que pour les pages statiques, toutefois il est possible d'obtenir des valeurs proches en stockant les pages dynamiques déjà appelées dans une mémoire cache, qui les réaffichera plus vite.

## Sites responsive

### L’importance d’un site responsive
Aujourd’hui, plus de la moitié du trafic web mondial provient des appareils mobiles. Si un site n’est pas optimisé pour ces appareils, il perdra une part importante de son audience potentielle.

## Nombre
Le nombre de sites web est en progression constante, :
| Année       | Nombre                                |
| ----------- | ------------------------------------- |
| 1991 (août) | 1                                     |
| 1991        | 10                                    |
| 1992        | 26                                    |
| 1993        | 623                                   |
| 1994        | 10 022                                |
| 1995        | 62 800                                |
| 1997        | 1 000 000                             |
| 2000        | 10 000 000                            |
| 2003 (fév.) | 35 863 952                            |
| 2004        | 57 000 000                            |
| 2005        | 74 000 000                            |
| 2006        | 101 000 000                           |
| 2007        | 155 000 000                           |
| 2008        | 186 000 000                           |
| 2009 (nov.) | 207 316 960                           |
| 2010 (fév.) | 233 636 281                           |
| 2011 (avr.) | 312 693 296                           |
| 2012 (jan.) | 582 716 657                           |
| 2014 (nov.) | 947 029 805 (dont 177 782 668 actifs) |
| 2018 (juin) | 1 630 322 579                         |
| 2021        | 1 880 259 054                         |

### Selon les pays
En juillet 2002, les statistiques, en nombre de sites par habitant, montrent une disparité très forte entre les pays :
1. Allemagne : 85 ‰ ;
2. Danemark : 72 ‰ ;
3. Royaume-Uni : 64 ‰ ;
4. États-Unis : 64 ‰ ;
5. France : 11 ‰.

De plus, en 2013 les pays qui hébergent le plus de sites sont :
1. États-Unis : 42 % ;
2. Allemagne : 7 % ;
3. Chine : 3,6 % ;
4. Royaume-Uni : 3,6 % ;
5. Russie : 3,5 % ;
6. France : 3,5 % ;
7. Japon : 3 % ;
8. Pays-Bas : 2,6 %.

### Selon les langues
Fin 2017 les dix langues les plus utilisées sur internet sont :
- anglais avec 25,4 % d'utilisateurs (par rapport à l'ensemble des internautes) ;
- chinois avec 19,3 % d'utilisateurs ;
- espagnol avec 8,1 % d'utilisateurs ;
- arabe avec 5,3 % d'utilisateurs ;
- portugais avec 4,1 % d'utilisateurs ;
- indonésien/malaisien avec 4,1 % d'utilisateurs ;
- français avec 3,2 % d'utilisateurs ;
- japonais avec 2,9 % d'utilisateurs ;
- russe avec 2,6 % d'utilisateurs ;
- allemand avec 2,2 % d'utilisateurs.

## Technologies
Les technologies mises en œuvre pour un site web sont multiples. On peut les classer ainsi :

### Protocoles de communication
- Hypertext Transfer Protocol (HTTP)
- Hypertext Transfer Protocol Secured (HTTPS)

### Formats de contenus web
Formats de contenus web :
- Hypertext Markup Language (HTML) ;
- Extensible HyperText Markup Language (XHTML).
- Cascading Style Sheets (En français : Feuilles de style en cascade) (CSS).

Formats d'images graphiques. Utilisés pour agrémenter les pages et sont reconnus par tous les navigateurs web.
- Graphics Interchange Format (GIF)
- JPEG File Interchange Format (JFIF)
- Portable Network Graphics (PNG) ;

Autres formats souvent utilisés, requièrent un module d'extension, ou plug-in, sur le navigateur pour fonctionner : 
- Applets Java
- Macromedia Flash
- SVG

### Technologies serveur
- Server Side Includes (SSI) ;
- PHP: Hypertext Preprocessor (PHP) ;
- JavaServer Pages (JSP) ;
- JavaServer Faces (JSF) ;
- Common Gateway Interface (CGI) ;
- Base de données ;
- Active Server Pages (ASP).

## Réglementation en France
Les contenus mis en ligne par l'intermédiaire d'un site web doivent respecter les règles légales et en particulier :
- les droits d'auteur ;
- les droits à l'image et à la vie privée de chacun ;
- la loi informatique et libertés (sur les données personnelles) ;
- la loi pour la confiance dans l'économie numérique ;
- le droit de la presse ;
- la loi relative à la protection pénale de la propriété littéraire et artistique sur Internet.

Un certain nombre de mentions légales doivent également figurer sur les sites dans une rubrique du même nom afin de donner aux internautes les informations obligatoires prévues par les différents textes de loi.
Depuis la loi no 2006-961 du 1er août 2006 relative au droit d'auteur et aux droits voisins dans la société de l'information, il existe un dépôt légal de l'Internet. Dans une logique de continuité des collections, la loi DADVSI prévoit le partage de l'archivage du web entre deux institutions dépositaires : l'Institut national de l'audiovisuel (INA) gère le dépôt légal des sites du web médiatique tandis que la Bibliothèque nationale de France (BnF) est chargée d'archiver l'ensemble des autres sites du web français. Elles collectent essentiellement les .fr mais aussi l'ensemble des noms de domaine dont l'éditeur est installé en France, quelle que soit l'extension.